# Diptilon gladia
Diptilon gladia är en fjärilsart som beskrevs av Jones. Diptilon gladia ingår i släktet Diptilon och familjen björnspinnare. Inga underarter finns listade i Catalogue of Life.